# Studiogalerie
Studiogalerie, auch Studio-Galerie oder Studio Galerie, war ein Ausstellungsort für zeitgenössische avantgardistische Kunst der Johann Wolfgang Goethe-Universität Frankfurt auf dem Campus Bockenheim. Sie wurde vom Allgemeinen Studentenausschuss (AStA) und der Stiftung Studentenhaus betrieben und finanziert und existierte von 1964 bis 1968.

## Leitung
Geleitet wurde die Studiogalerie ehrenamtlich von Siegfried Bartels, einem Studenten der Soziologie und Bruder des Malers und Objektkünstlers Hermann Bartels. Bartels Interesse für zeitgenössische Kunst und ihre gesellschaftspolitische Relevanz sowie seine Vernetzung in der Frankfurter Kunstszene prädestinierten ihn für diese Leitungsfunktion. Seine Kunstvermittlung verstand er als studentischen Beitrag zur Demokratisierung von Kunst und Gesellschaft.

## Ausstellungen und Veranstaltungen
Das breit gefächerte Ausstellungs- und Veranstaltungsprogramm vermittelte in den knapp fünf Jahren ihres Bestehens die neuesten Tendenzen der damals progressiven Kunst: Ausstellungen mit Malerei und Objekten der Licht- und Kinetischen Kunst, der Konkreten Kunst, des Neuen Realismus, der Op- und Pop-Art, der Hard-Edge- und Farbfeldmalerei. Die Studiogalerie präsentierte neun Ausstellungen – vier Einzel- und fünf Themenausstellungen. Außerdem veranstaltete sie zwei Fluxus-Konzerte und ein Happening.

### Ausstellungen

#### 1964
- Neue Grafik – Winfred Gaul, Georg Karl Pfahler, Lothar Quinte, Arnulf Rainer. Kuratoren: Siegfried und Hermann Bartels; Eröffnungsrede: Siegfried Bartels.
- Chromatische Flächen und Reliefs von Raimer Jochims. Kuratoren: Siegfried und Hermann Bartels; Eröffnung: Raimer Jochims las aus seinem Text Der Begriff des Bildes.
- Hard Edge von Leon Polk Smith. Übernahme von der Galerie Müller, Stuttgart; Eröffnungsrede: William E. Simmat.

#### 1965
- Ölbilder, Graphitzeichnungen und Siebdrucke von Rupprecht Geiger. Kuratoren: Rupprecht Geiger mit Siegfried und Hermann Bartels; Eröffnungsrede: John Anthony Thwaites.
- A-konstruktive Malerei und Plastik – Hermann Bartels, Gerlinde Beck, Peter Brüning, Karl Fred Dahmen, Gerd Hanebeck, Johannes Schreiter, Hans Steinbrenner. Kuratoren: Siegfried und Hermann Bartels; Eröffnungsrede: Siegfried Bartels.
- Publit poem-paintings von Ferdinand Kriwet. Übernahme von der Galerie Niepel, Düsseldorf; Eröffnungsrede: Fanz Mon.

#### 1967
- Serielle Formationen. Kuratoren: Paul Maenz und Peter Roehr; Eröffnung: Konrad Boehmer, Studio für Elektronische Musik Utrecht, Vortrag zum Thema Serielle Musik; Paul Maenz: Jazzmusik.
- Konstruktive Tendenzen aus der Tschechoslowakai – Hugo Demartini, Milan Dobeš, Jan Kubíček, Karel Malich, Zdeněk Sýkora, Miloš Urbásek. Kuratoren: Hans-Peter Riese und Zdenek Felix; Eröffnungsrede: Zdenek Felix.

#### 1968
- Systematische Kunst – Eberhard Fiebig, Heijo Hangen. Kuratoren: Siegfried und Hermann Bartels; Eröffnungsrede: Peter Iden.

### Fluxus-Konzerte
1. und 2. Fluxus-Konzert von Charlotte Moorman und Nam June Paik.
- 2. Juni 1965: Neue Musik. Mitwirkender: Bazon Brock.
- 26. Juli 1966: Die verlorene Metaphysik in Neuer Musik.

### Happening
- 23. September 1966: Seh-Buch, Dé-Coll/age-Happening von Wolf Vostell, Mitwirkende: Dick Higgins, Alison Knowles.

## Publikationen
Die Studiogalerie publizierte vier Ausstellungskataloge: Publit poem-paintings, Serielle Formationen, Konstruktive Tendenzen aus der Tschechoslowakai und Systematische Kunst. Neben den Künstlern schrieben auch Kunstkritiker wie Hans-Peter Riese, Jiří Padrta und Zdenek Felix einführende Texte in den Katalogen. Den Katalogen Serielle Formationen und Konstruktive Tendenzen aus der Tschechoslowakai lagen jeweils sechs beziehungsweise fünf Originale bei. 

## Würdigung
Das Museum Giersch der Goethe-Universität präsentierte 2018 unter dem Titel „Freiraum der Kunst – Die Studiogalerie der Goethe-Universität Frankfurt 1964–1968“ eine kunsthistorische Ausstellung und publizierte einen umfangreichen Katalog.